# Mistrovství světa v basketbalu mužů 2019 (soupisky)
Soupisky na Mistrovství světa v basketbalu mužů 2019, které se hrálo v Číně.
| Zlato                | Stříbro              | Bronz              |
| -------------------- | -------------------- | ------------------ |
| Španělsko • Soupiska | Argentina • Soupiska | Francie • Soupiska |

## Skupina A

### Čína
Hlavní trenér:  Li Nan
| Jméno                    | Datum narození | Klub                      |
| Rozehrávači              | Rozehrávači    | Rozehrávači               |
| ------------------------ | -------------- | ------------------------- |
| Čao Rui                  | 14.1.1996      | Guangdong Southern Tigers |
| Fang Šuo                 | 7.9.1990       | Peking Ducks              |
| Guo Ailun                | 14.11.1993     | Liaoning Flying Leopards  |
| Sun Ming-chui            | 26.4.1996      | Čečang Lions              |
| Čao Či-wei               | 25.8.1995      | Liaoning Flying Leopards  |
| Křídla                   |                |                           |
| Čai Xiao-čchuan          | 24.3.1993      | Peking Ducks              |
| Ji Čian-lian             | 27.10.1987     | Guangdong Southern Tigers |
| Kelanbaike Makan         | 27.9.1992      | Xinčang Flying Tigers     |
| Ren Čun-fei              | 4.2.1990       | Guangdong Southern Tigers |
| Abudushalamu Abudurexiti | 20.5.1996      | Xinčang Flying Tigers     |
| Pivoti                   |                |                           |
| Čou Qi                   | 16.1.1996      | Xinčang Flying Tigers     |
| Wang Če-lin              | 20.1.1994      | Fučan Sturgeons           |

### Pobřeží slonoviny
Hlavní trenér:  Paolo Povia
| Jméno             | Datum narození | Klub                           |
| Rozehrávači       | Rozehrávači    | Rozehrávači                    |
| ----------------- | -------------- | ------------------------------ |
| Charles Abouo     | 11.4.1989      | ADA Blois Basket 41            |
| Bryan Pamba       | 7.1.1992       | Caen Basket Calvados           |
| Souleyman Diabate | 21.7.1987      | SLUC Nancy Basket              |
| Guy Landry Edi    | 26.12.1988     | Champagne Châlons-Reims Basket |
| Abraham Sie       | 31.8.1999      | Abidžan Basket Club            |
| Křídla            |                |                                |
| Adjehi Baru       | 10.12.1991     | Club Básquet Coruña            |
| Vafessa Fofana    | 12.6.1992      | Cholet Basket                  |
| Bali Coulibaly    | 3.7.1995       | TOAC Basket                    |
| Tiegbe Bamba      | 21.1.1991      | UB Chartres Métropole          |
| Deon Thompson     | 16.9.1988      | Baloncesto Málaga              |
| Pivoti            |                |                                |
| Fréjus Zerbo      | 2.4.1989       | JL Bourg Basket                |
| Mohamed Koné      | 24.3.1981      | JA Vichy-Clermont              |

### Polsko
Hlavní trenér:  Mike Taylor
| Jméno                  | Datum narození | Klub                  |
| Rozehrávači            | Rozehrávači    | Rozehrávači           |
| ---------------------- | -------------- | --------------------- |
| A.J. Slaughter         | 3.8.1987       | Real Betis Baloncesto |
| Mateusz Ponitka        | 29.8.1993      | PBK Lokomotiv Kubáň   |
| Kamil Łączyński        | 17.4.1989      | KK Włocławek          |
| Karol Gruszecki        | 4.11.1989      | Twarde Pierniki Toruń |
| Łukasz Koszarek        | 12.1.1984      | Basket Zielona Góra   |
| Křídla                 |                |                       |
| Michał Sokołowski      | 11.12.1992     | Basket Zielona Góra   |
| Aaron Cel              | 4.3.1987       | Twarde Pierniki Toruń |
| Adam Waczyński         | 15.10.1989     | Baloncesto Málaga     |
| Damian Kulig           | 23.6.1987      | İstanbul BBSK         |
| Pivoti                 |                |                       |
| Aleksander Balcerowski | 19.11.2000     | CB Gran Canaria       |
| Dominik Olejniczak     | 1.7.1996       | Ole Miss Rebels       |
| Adam Hrycaniuk         | 15.3.1984      | Arka Gdynia           |

### Venezuela
Hlavní trenér:  Fernando Duró
| Jméno                | Datum narození | Klub                                     |
| Rozehrávači          | Rozehrávači    | Rozehrávači                              |
| -------------------- | -------------- | ---------------------------------------- |
| Gregory Vargas       | 18.2.1986      | Hapoel Haifa BC                          |
| Jhornan Zamora       | 30.1.1989      | ALM Évreux Basket                        |
| Pedro Chourio        | 13.3.1990      | Trotamundos BBC                          |
| Heissler Guillent    | 17.12.1986     | Guaros de Lara                           |
| Křídla               |                |                                          |
| José Gregorio Vargas | 23.1.1982      | Guaros de Lara                           |
| Luis Bethelmy        | 14.10.1986     | Guaros de Lara                           |
| Anthony Pérez        | 29.9.1993      | Trotamundos BBC                          |
| Miguel Ruiz          | 20.12.1990     | Trotamundos BBC                          |
| Dwight Lewis         | 7.10.1987      | Gimnasia y Esgrima de Comodoro Rivadavia |
| Michael Carrera      | 7.1.1993       | Trotamundos BBC                          |
| Néstor Colmenares    | 5.9.1987       | Guaros de Lara                           |
| Pivoti               |                |                                          |
| Windi Graterol       | 10.9.1986      | Boca Juniors                             |